# Prachtanemone

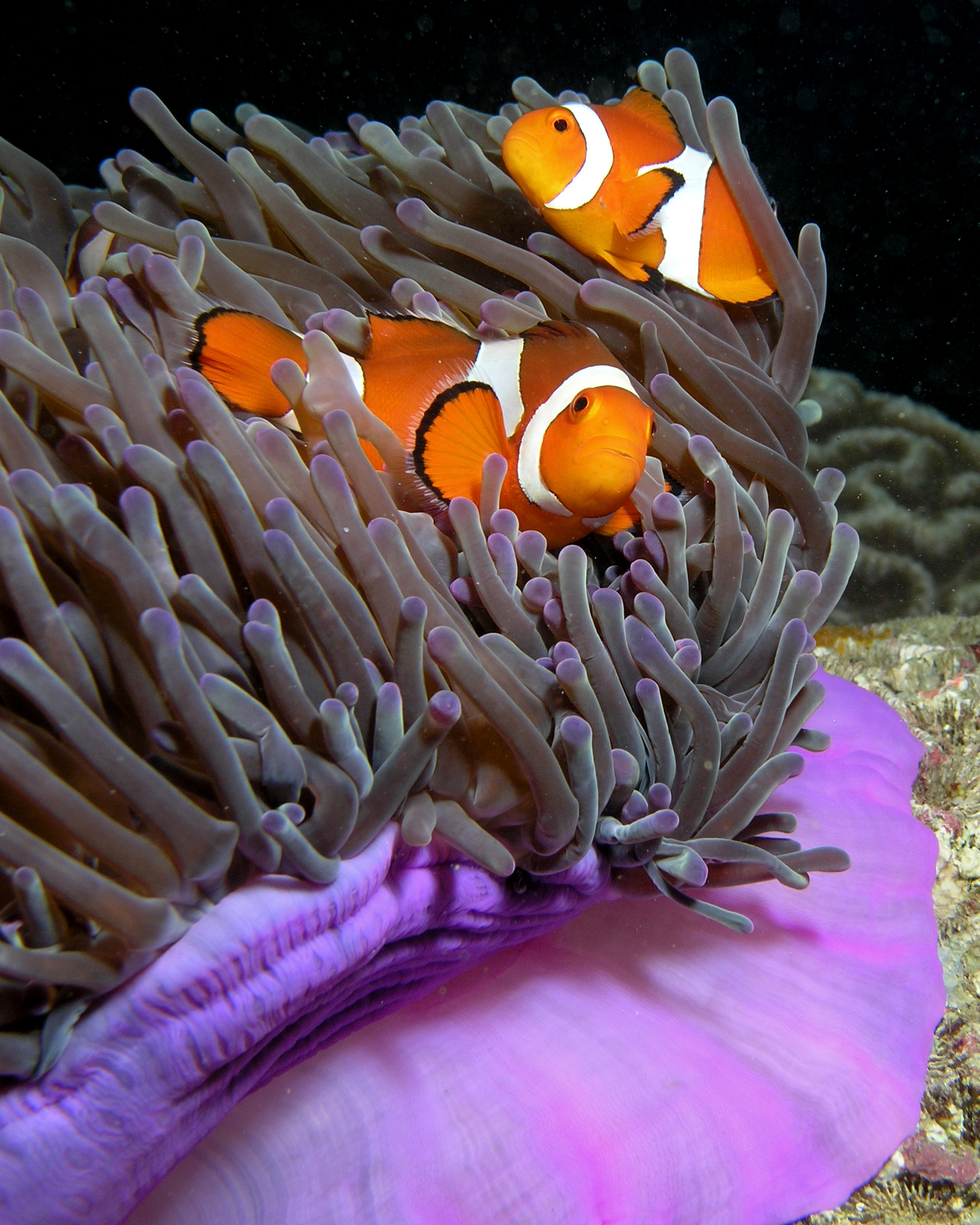
Falsche Clownfische in einer Prachtanemone im Meer vor Tasitolu (Osttimor)

Die Prachtanemone (Radianthus magnifica, Synonym: Heteractis magnifica, Radianthus ritteri) ist eine Seeanemone aus den tropischen Korallenriffen des Indopazifiks und des Roten Meeres. Meist sitzen sie an exponierten Stellen, wie den obersten Regionen großer Korallenblöcke.
Prachtanemonen haben einen runden, kräftig braunen, violetten, roten, weißen, grünen oder blauen Körper. Die Mundscheibe und die dicken fingerförmigen Tentakel sind meist hell bräunlich. Sie kann Durchmesser von 30 bis 50 Zentimeter, in seltenen Fällen bis zu einem Meter erreichen. Prachtanemonen leben mit Zooxanthellen in Symbiose, von denen sie einen Teil der Nährstoffe bekommen, die sie brauchen. Sie nesseln so stark, dass sie Rötungen auf der menschlichen Haut verursachen können.
Sie ist eine Symbioseanemone und eine wichtige Symbiosepartnerin der Anemonenfische. Insgesamt zehn Arten der Gattung Amphiprion akzeptieren sie als Partner.
Im Meerwasseraquarium sind Prachtanemonen nur schwer zu halten. Sie setzen sich oft an einen Standort nahe der Oberfläche, oft auch an die Frontscheibe.